# Bauer unser
Bauer unser ist ein österreichischer Dokumentarfilm, der verschiedene Mechanismen einer zunehmend industrialisierten Landwirtschaft im Europa des frühen 21. Jahrhunderts thematisiert. Anhand von Porträts mehrerer bäuerlicher Betriebe und durch Interviews mit Agrarpolitikern und Vertretern aus Handel und Verarbeitung wirft der Film einen kritischen Blick auf den damit einhergehenden Strukturwandel. Der Kinostart in Österreich erfolgte am 11. November 2016.

## Inhalt
Bauer unser thematisiert wirtschaftliche, strukturelle und soziale Aspekte der Landwirtschaft, die laut Film über die gängige mediale Darstellung nicht vermittelt werden. So scheint zwar eine enge Verbindung zwischen Vieh und Landwirt auch im Interesse des Verbraucher zu sein, doch setze die Politik die Rahmenbedingungen in Richtung Industrialisierung.
Der Film greift das Spannungsfeld der Landwirtschaft in einer globalisierten Welt zwischen Profitabilität, Nachhaltigkeit, Konsumenten und Selbstsicht der Bauern auf. Hierfür porträtiert Regisseur Robert Schabus sechs sehr unterschiedlich große österreichische Bauernhöfe – von einem kleinen Biobetrieb mit etwa 20 Schafen bis zu einem Großbetrieb mit über 65.000 Legehennen. Es werden sowohl die Produktionsbedingungen auf den Bauernhöfen als auch die Situation in der weiterverarbeitenden Industrie und dem Handel beleuchtet. Dabei kommen die betroffenen Bauern – von der Bio-Schafzüchterin bis zum Agraringenieur – ebenso zu Wort wie Politiker und Vertreter aus Verarbeitung und Handel.
Bauer unser positioniert sich kritisch gegenüber einem freien Markt für Lebensmittel, der aus Sicht des Films durch einen marktwirtschaftlich orientierten Kurs der EU-Agrarpolitik der europäischen Landwirtschaft überwiegend Nachteile beschere. Der Film geht außerdem davon aus, dass die Einkommen der Landwirte sinken, was die EU-Politik mit einem Mehr an Export und Freihandel auszugleichen versuche. Daraus erwachse das Problem, dass sich die europäischen Bauern dem globalen Markt für Lebensmittel stellen müssen, in dem ein harter Preiskampf tobe und vor allem kleinere landwirtschaftliche Betriebe vielfach auf der Strecke bleiben würden. Die verbliebenen Betriebe hätten währenddessen überwiegend dem Druck zu Spezialisierung nachgegeben, ihre Produktion intensiviert, hohe Summen investiert oder von Haupt- auf Nebenerwerb umgestellt.
Parallel dazu zeigt Bauer unser auch Bauern, die dieser Abhängigkeit von Industrie und Handel und dem damit einhergehenden Prinzip vom Wachsen-oder-Weichen durch alternative Produktions-, Vermarktungs- und Verkaufsmethoden zu entgehen versuchen, beispielsweise in Form von Direktvermarktung, Regionalisierung und Bioproduktion.

## Personen (Auswahl)

### Bauern
Friedrich Grojer
Milchbauer aus dem Görtschitztal, hat seit der Übernahme des elterlichen Hofes 2,2 Millionen Euro investiert, um mithilfe von Melkrobotern täglich knapp 4.000 Liter Milch von in etwa 130 Kühen zu produzieren. Der starke Preisverfall seit der Abschaffung der sogenannten Milchquote trifft ihn finanziell hart, trotzdem verteidigt er deren Beendigung und hofft auf eine damit einhergehende Marktbereinigung.
Ewald Grünzweil
Milch-Biobauer aus dem Mühlviertel, hält 40 Milchkühe auf einem reinen Grünlandbetrieb. Er ist ein scharfer Kritiker der Politik des permanenten Wachstums (Zitat: „Wachstumswahn“), die seiner Meinung nach auf Kosten von Mensch, Tier und Umwelt geschieht. Er betrachtet die Abschaffung der Milchquote als Fehler und macht die resultierenden Produktionssteigerungen für den rapiden Preisverfall hauptverantwortlich.
Martin Suette
Bauer (Schweinefleisch) aus dem Gurktal, hält in seinem weitgehend automatisierten Stall 1.500 Schweine. Er leidet besonders unter dem starken Preisverfall bei Schweinefleisch, der zeitweise so weit geht, dass er beim Verkauf seines Produkts einen finanziellen Verlust in Kauf nehmen muss. Außerdem erläutert er die Notwendigkeit für südamerikanisches Soja in der Mast und stellt einen Zusammenhang zwischen dem sogenannten Bauernsterben und dem strukturellen Niedergang des ländlichen Raumes her.
Franz Tatschl
Bauer (Eier) aus dem Lavanttal, er hält in einem voll automatisierten Stall 65.000 Legehühner, die täglich in etwa 55.000 Eier legen. Er begegnet dem Preisverfall dadurch, dass er ganz bewusst auf Produktion in möglichst hoher Stückzahl setzt und alle Betriebsparameter auf die höchstmögliche Wirtschaftlichkeit ausrichtet.
Simon Vetter
Biobauer (Gemüse und Fleisch) aus dem Rheintal, baut eine breite Palette an verschiedenem Gemüse an, hält Rinder zur Fleischerzeugung und bietet diese neben diversen veredelten Produkten zum Verkauf an. Dabei setzt er ganz auf Direktvermarktung und den dadurch gewonnen persönlichen Kontakt zu den Kunden. Er kritisiert das System der Landwirtschaftsförderung, das er als Innovationshemmnis sieht, und plädiert für eine Öffnung der bäuerlichen Standesvertretung, um mehr Vielfalt zuzulassen.
Maria Vogt
Biobäuerin (Wein, Gemüse, Schaffleisch) aus dem Weinviertel, setzt bewusst auf Vielfalt in den produzierten Produkten, um möglichst krisenfest zu sein. Darüber hinaus verfolgt sie das Ziel, den Betrieb ohne Kredite führen zu können, um ihre Unabhängigkeit von Banken zu wahren.

### Agrarpolitiker und -geschäftsleute
José Bové
Französischer Politiker und MdEP, kritisiert den globalen Freihandel mit Lebensmitteln, den er für die Zerstörung von bäuerlichen Existenzen vor allem im globalen Süden und die daraus resultierenden Fluchtbewegungen in Richtung Europa mitverantwortlich macht. Zudem spricht er von einem Anstieg an Selbstmorden von Bauern in Frankreich.
Josef Braunshofer
Geschäftsführer der Berglandmilch, spricht von der kognitiven Dissonanz der Konsumenten, die zwar einerseits ökologisch produzierte und dem Tierwohl verpflichtete Produkte wünschen, sich aber vor dem Supermarktregal überwiegend für das billigste Produkt entscheiden. Weiters konstatiert er dem Neoliberalismus zwar manchmal „sehr brutal“, doch im Anbetracht der Alternativen noch immer das beste System zu sein.
Mella Frewen
Generaldirektorin von FoodDrinkEurope, unterstützt Freihandelsabkommen wie TTIP und erläutert die aus ihrer Sicht wichtige Rolle des Interessenverbands in Brüssel.
Benedikt Härlin
Aufsichtsrat beim Weltagrarbericht, Büroleiter Berlin der Zukunftsstiftung Landwirtschaft, ist eine Hauptperson in Bauer unser. Als einer der Autoren des Weltagrarberichts bezieht er zu den verschiedensten Themen Stellung und argumentiert hauptsächlich auf der Basis des Berichts.
Martin Häusling
Deutscher Politiker und MdEP, kritisiert die Politik der EU-Kommission dahingehend, dass sie bei der Lebensmittelerzeugung primär auf die Mechanismen der freien Marktwirtschaft setze. Außerdem hinterfragt er die Sinnhaftigkeit von flächenbezogenen Subventionen, da dadurch vor allem Kleinbauern benachteiligt seien.
Phil Hogan
Irischer EU-Kommissar für Landwirtschaft und ländliche Entwicklung, sieht das Problem fallender bäuerlicher Einkommen als vorübergehendes Phänomen und setzt bei der Lösung vor allem auf den Export. Um neue Märkte zu erschließen, befürwortet er Freihandelsabkommen mit Ländern wie Kanada, Mexiko, Vietnam und Japan.
Andrä Rupprechter
Österreichischer Landwirtschaftsminister, attestiert der österreichischen Landwirtschaft „am Markt angekommen“ zu sein. Er sieht sie für die Zukunft gut gerüstet und setzt bei der Wettbewerbsfähigkeit der österreichischen Bauern vor allem auf Investitionen in deren Infrastruktur.

## Filmzitate (Auswahl)
„Damit man das neueste Handy kaufen kann und eine richtig fesches Auto fahren kann, darf das Lebensmittel nicht zu teuer sein.“

„Der Milchmarkt bricht zusammen und es redet niemand davon, dass wir die Milchmenge reduzieren müssen – kein Politiker, keine Molkerei, keine Genossenschaft.
Wenn ich einen übersättigten Markt habe, dann muss ich die Produktion drosseln. Es gibt keine andere Branche, ich nenn es jetzt so direkt, die so dumm ist wie wir und nicht sofort die Produktion drosselt.“

„Die ganzen österreichischen Schinken sind im Grunde genommen Brasilianer, weil sie zum größten Teil aus brasilianischem Soja bestehen.“

„Ich sehe mich selbst als Bauer, ganz straight. […] Bis zum heutigen Tag der Beruf auf der Welt. Es gibt keinen anderen Wirtschaftszweig, der nicht nur sprichwörtlich mehr Menschen in Brot und Arbeit hält wie die Landwirtschaft. Das finde ich irgendwie cool.“

„Das ist die Zukunft des Bauernhofes. Wir müssen kostengünstiger produzieren und dann geht’s nur noch über die Menge im Endeffekt.“

„Der Zwang zum Wachsen erfasst jetzt auch die letzten. Der Druck ist groß.“

„Warum sind denn die Dörfer leer? In jeder Ortschaft nur noch ein, zwei Bauern? Jeder zieht sich zurück. Es gibt kein Dorfleben mehr, wenig Kommunikation. Wer noch im Vollerwerb ist, hat genug zu tun. Dann ist da auch noch der Preisverfall und dann soll man nicht frustriert sein.“

„Wir sehen einen unglaublichen Anstieg an Selbstmorden in der Landwirtschaft. In Frankreich, zum Beispiel, haben wir etwa 600 Selbstmorde von Landwirten pro Jahr.“

## Stil
Bauer unser ist ein Film, dessen Handlung hauptsächlich durch Gespräche mit den Protagonisten vorangetrieben wird. Die Gesprächssituationen sind dabei immer in der unmittelbaren Arbeitsumgebung der interviewten Person situiert. Zusätzliche Fakten und Statistiken werden mit weißer Schrift auf schwarzem Hintergrund zwischen die Szenen geschnitten.
Visuell wird mit ruhigen und klar gestalteten Bildern gearbeitet. Auf der Tonebene ist meist nur der Originalton zu hören, wenig aber doch mit Musik verstärkt.

## Produktion und Auswertung
Bauer unser wurde von der Wiener Produktionsfirma Allegro Film produziert (We Feed the World, More than Honey, Das finstere Tal). Finanziert wurde der Film durch Fördermittel aus den Töpfen des Österreichischen Filminstituts, des ORF (Film- und Fernsehabkommens) und des Filmfonds Wien. Gedreht wurde über die Dauer von knapp einem Jahr, von August 2015 bis Mai 2016, in Österreich, Belgien und Frankreich.
Österreichischer Kinostart war am 11. November 2016 in über 50 Kinos im Verleih des Filmladens. Der Film war mit 90.161 Besuchern der zweiterfolgreichste österreichische Kinofilm des Jahres 2016. 2017 wurde er mit dem Austrian Ticket für mehr als 75.000 Besucher ausgezeichnet. Der Kinostart in Deutschland war am 23. März 2017 und in der Schweiz am 11. Mai 2017.
Neben der klassischen Kinoauswertung ist Bauer unser auch Teil eines von Schulkino.at initiierten Programms, das sich mit ausgewählten Kinofilmen speziell an Schüler und Lehrer wendet. Dadurch existiert umfangreiches Unterrichtsmaterial zum Film und es besteht die Möglichkeit Schulvorführungen zu buchen.
Von der österreichischen Filmbewertungsstelle wurde an Bauer unser das Prädikat Sehenswert verliehen. Die Jugendmedienkommission des Bundesministeriums für Bildung hebt den Film als „empfehlenswert ab 12 Jahren“ hervor.
Seit September 2017 ist der Film auf DVD und als Stream (Amazon, iTunes, Flimmit usw.) erhältlich. 2019 wurde der Film im Rahmen der Edition österreichischer Film von Hoanzl und dem Standard auf DVD veröffentlicht.

## Auszeichnungen
- Austrian Ticket 2017[11]

- Diagonale 2017 – Preis für die innovativste Produktionsleistung[18]
- Österreichischer Filmpreis 2018 – Nominierung in der Kategorie Bester Dokumentarfilm[19]
- Romyverleihung 2017 – Nominierung in der Kategorie Beste Dokumentation Kino[20]

## Kritiken
„Es ist ein vielstimmiges Porträt jener Zwänge, die die Nahrungsmittelproduktion in Österreich anleiten, das Filmemacher Robert Schabus […] zeichnet: Die Landwirte, die unter dem Effizienzdogma ächzen, und jene, die sich als Ab-Hof-Verkäufer verweigern; die Wirtschaftsvertreter, Molkereichefs und Funktionäre, die auf neue Märkte in Vietnam oder Japan hoffen oder das Unglück anprangern, das immer höhere Produktionsraten bei immer niedrigeren Preisen anrichten – sie alle kommen zu Wort und führen die Zusammenhänge zwischen Marktmechanismen und Lebensrealitäten plastisch vor Augen.
Die verdienstvolle Arbeit, die Schabus Doku leistet, ist, dass auch der Konsument weit weg von den Produktionsorten seiner Nahrungsmittel spürt, dass etwas nicht in Ordnung ist mit dem, was täglich vom Supermarkt in seinen Mund wandert. Und sich dann vielleicht mit der Frage auseinandersetzt: Wollen wir wirklich eine Lebensmittelproduktion, die sich voll und ganz den Gesetzmäßigkeiten des Marktes unterwirft?“

„Wie man möglichst billig, dafür in großen Massen produzieren kann – und was das für eine Auswirkung auf die Bauern, die Umwelt und letztlich auf den Marktpreis hat – dieser Frage geht die umfassende, in sorgsamen Bildern inszenierte Doku von Robert Schabus nach. So gibt es jene Bauern, die sich dem Zwang zur Profitmaximierung durch die Vergrößerung ihres Betriebes und der Konzentration auf nur ein ‚Produkt‘ – beispielsweise das Schwein – beugen. Nicht selten entsteht dadurch Überproduktion und Preis-Dumping. Das Unglück der Bauern, das sich etwa in Frankreich durch eine enorme Selbstmordrate ausdrückt, aber auch alternative Bewirtschaftungsformen – kompakt zusammengefasst und intelligent argumentiert.“

„Das Thema ist auch nach zahllosen Bearbeitungen noch spannend und sagt viel über Gesellschaften aus, die ihre Nahrung industriell herstellen. Diesen Aspekt fängt Schabus hervorragend ein.“

Die Kritik von epd Film sieht hinsichtlich der Motive des Films sowie deren Beschreibung wenig Neues im Vergleich zu ähnlichen Dokumentarfilmen. Vielmehr greife der Film standardisierte Bilder von „lasergesteuerten Melkautomaten“ und „überdimensionierten Hühnerbatterien“ auf, befasse sich mit den üblichen Problemlagen wie Expansionsdruck und Verschuldung von Landwirten und präsentiere die Meinungen einiger Lobbyisten und Kritiker. Als Aufmunterung würden schließlich ausgewählte positive Gegenbeispiele dargestellt. Positiv wird hingegen die Zurückhaltung beim Kommentar angemerkt. Als interessanter, im Film jedoch zu wenig herausgearbeiteter Aspekt, wird die Rolle der Lobbyingorganisation FoodDrinkEurope und ihr Einfluss auf die europäische Gesetzgebung bewertet.